# Кровавая вражда
«Кровавая вражда» (полное итальянское название — Un fatto di sangue nel comune di Siculiana fra due uomini per causa di una vedova. Si sospettano moventi politici. Amore-Morte-Shimmy. Lugano belle. Tarantelle. Tarallucci e vino.) — кинофильм. Другое название — «Кровавая вражда двух мужчин из-за вдовы, подозреваются политические мотивы». Фильм включен в Книгу рекордов Гиннесса из-за своего длинного названия.

## Сюжет
Действие фильма происходит в 1922 году в Италии в сицилийском городе Комитини. Анджело Патерно был убит Витой Ачикатеной, и в стране все это знают. Но ни у кого нет мужества свидетельствовать об этом на судебном процессе. Розарио Мария, социалистический адвокат, хотел бы убедить вдову Титину, чтобы она потребовала возобновить судебный процесс. Во время одного из своих визитов к ней он находит Ачикатену, который пытается изнасиловать красивую вдову. Розарио Мария ввязывается в драку с насильником и тот его ранит. Титина признательна ему за своё спасение…